# Stane Koprivšek
Stane Koprivšek (* um 1952) ist ein slowenischer Badmintonspieler.

## Karriere
Stane Koprivšek gewann nach vier Juniorentiteln 1972 seinen ersten nationalen Titel bei den Erwachsenen in Slowenien. Mehr als ein Dutzend weitere Meisterschaftsgewinne folgten bis 1980. Außerhalb seiner Heimat war er bei den Austrian International, den Czechoslovakian International und den Hungarian International erfolgreich. 1977 und 1980 nahm er an den Badminton-Weltmeisterschaften teil.

## Sportliche Erfolge
| Saison | Veranstaltung                                 | Disziplin    | Platz | Name                             |
| ------ | --------------------------------------------- | ------------ | ----- | -------------------------------- |
| 1969   | Slowenien: Einzelmeisterschaften der Junioren | Herrendoppel | 1     | Stane Koprivšek / Joze Frankovic |
| 1970   | Slowenien: Einzelmeisterschaften der Junioren | Herrendoppel | 1     | Stane Koprivšek / Joze Frankovic |
| 1971   | Slowenien: Einzelmeisterschaften der Junioren | Herrendoppel | 1     | Stane Koprivšek / Joze Frankovic |
| 1971   | Slowenien: Einzelmeisterschaften der Junioren | Herreneinzel | 1     | Stane Koprivšek                  |
| 1972   | Slowenien: Einzelmeisterschaften              | Herreneinzel | 1     | Stane Koprivšek                  |
| 1973   | Slowenien: Einzelmeisterschaften              | Herrendoppel | 1     | Stane Koprivšek / Jani Čaleta    |
| 1973   | Slowenien: Einzelmeisterschaften              | Mixed        | 1     | Stane Koprivšek / Vita Bohinc    |
| 1973   | Slovenian International                       | Herreneinzel | 1     | Stane Koprivšek                  |
| 1973   | Slovenian International                       | Herrendoppel | 1     | Gregor Berden / Stane Koprivšek  |
| 1973   | Slowenien: Einzelmeisterschaften              | Herreneinzel | 1     | Stane Koprivšek                  |
| 1973   | Austrian International                        | Herrendoppel | 1     | Gregor Berden / Stane Koprivšek  |
| 1974   | Slovenian International                       | Herreneinzel | 1     | Stane Koprivšek                  |
| 1974   | Slovenian International                       | Herrendoppel | 1     | Gregor Berden / Stane Koprivšek  |
| 1974   | Slowenien: Einzelmeisterschaften              | Herrendoppel | 1     | Stane Koprivšek / Jani Čaleta    |
| 1974   | Hungarian International                       | Herrendoppel | 1     | Gregor Berden / Stane Koprivšek  |
| 1975   | Slowenien: Einzelmeisterschaften              | Herrendoppel | 1     | Stane Koprivšek / Jani Čaleta    |
| 1975   | Austrian International                        | Herrendoppel | 1     | Gregor Berden / Stane Koprivšek  |
| 1976   | Slowenien: Einzelmeisterschaften              | Herrendoppel | 1     | Stane Koprivšek / Jani Čaleta    |
| 1976   | Czechoslovakian International                 | Herrendoppel | 5     | Gregor Berden / Stane Koprivšek  |
| 1976   | Slovenian International                       | Herrendoppel | 1     | Stane Koprivšek / Jani Čaleta    |
| 1977   | Slowenien: Einzelmeisterschaften              | Herrendoppel | 1     | Stane Koprivšek / Jani Čaleta    |
| 1977   | Weltmeisterschaft                             | Herrendoppel | 17    | Gregor Berden / Stane Koprivšek  |
| 1978   | Slowenien: Einzelmeisterschaften              | Herrendoppel | 1     | Stane Koprivšek / Jani Čaleta    |
| 1980   | Weltmeisterschaft                             | Herrendoppel | 17    | Gregor Berden / Stane Koprivšek  |
| 1980   | Slowenien: Einzelmeisterschaften              | Mixed        | 1     | Stane Koprivšek / Lučka Križman  |
| 1980   | Slowenien: Einzelmeisterschaften              | Herreneinzel | 1     | Stane Koprivšek                  |
| 1980   | Slowenien: Einzelmeisterschaften              | Herrendoppel | 1     | Stane Koprivšek / Jani Čaleta    |
| 1982   | Slowenien: Einzelmeisterschaften              | Herrendoppel | 1     | Stane Koprivšek / Jani Čaleta    |
| 1986   | Slowenien: Einzelmeisterschaften              | Herrendoppel | 1     | Stane Koprivšek / Jani Čaleta    |
| 1988   | Slowenien: Einzelmeisterschaften              | Herrendoppel | 1     | Stane Koprivšek / Bojan Erjavec  |
| 1991   | Slowenien: Einzelmeisterschaften              | Herrendoppel | 1     | Stane Koprivšek / Bojan Erjavec  |
| 1992   | Slowenien: Einzelmeisterschaften              | Herrendoppel | 1     | Stane Koprivšek / Bojan Erjavec  |